# Éclipse lunaire du 17 octobre 2005
| Éclipse partielle de Lune du 17 octobre 2005                                                                            | Éclipse partielle de Lune du 17 octobre 2005       |
| --- | -------------------------------------------------- |
| Depuis Taipei (Taïwan), 12 h 4 UTC.                                                                                     |                                                    |
| Schéma de l'évolution de l'éclipse, tandis que la Lune passe de droite (Ouest) à gauche (Est) dans l'ombre de la Terre. |                                                    |
| Gamma | 0,9796                                             |
| Magnitude | 0,068                                              |
| Localisation | Océan Pacifique, Asie, Australie, Amérique du Nord |
| Saros (membre de la série)                                                                                              | 146 (10 sur 72)                                    |
| Durée (h:min:s) |                                                    |
| Phases partielles | 55 min 58 s                                        |
| Phases pénombrales | 4 h 19 min 49 s                                    |
| Contacts (UTC) |                                                    |
| P1 | 9:53:27                                            |
| U1 | 11:35:18                                           |
| Maximum | 12:03:22                                           |
| U4 | 12:31:16                                           |
| P4 | 14:13:16                                           |
| |                                                    |

L'éclipse lunaire du 17 octobre 2005 est une éclipse partielle de Lune.

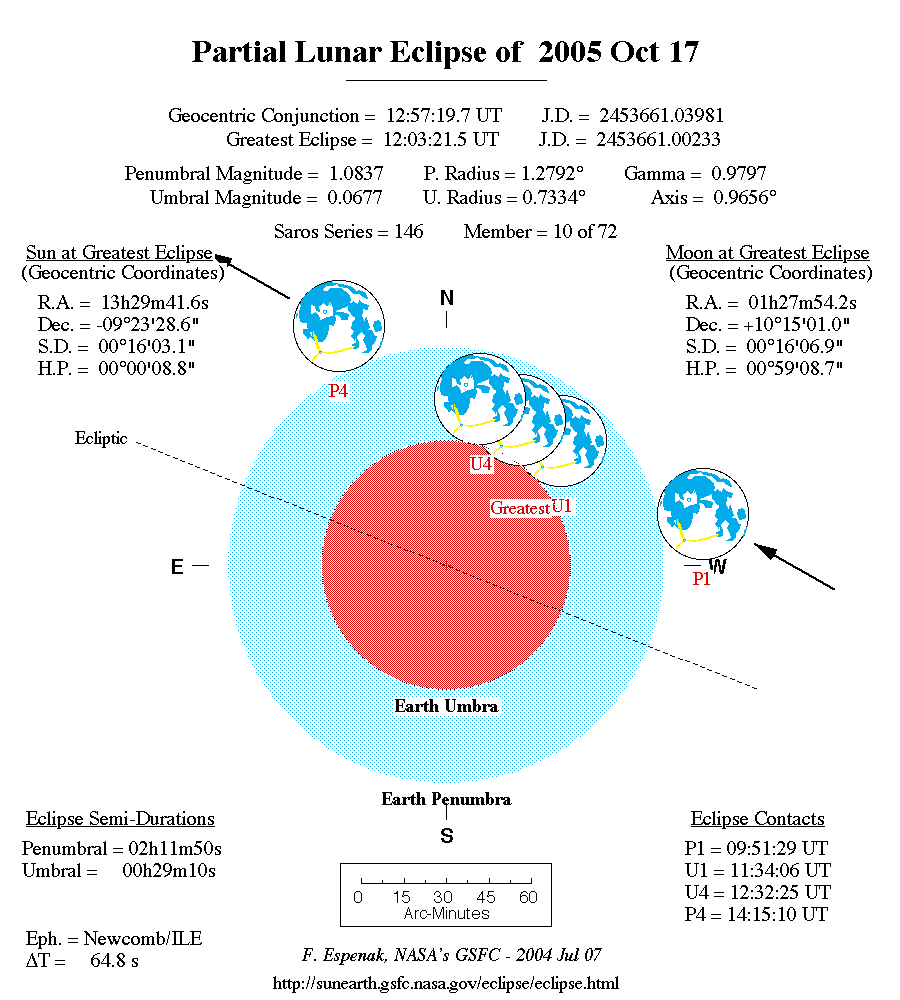
Tableau de la NASA sur cette éclipse.

## Visibilité

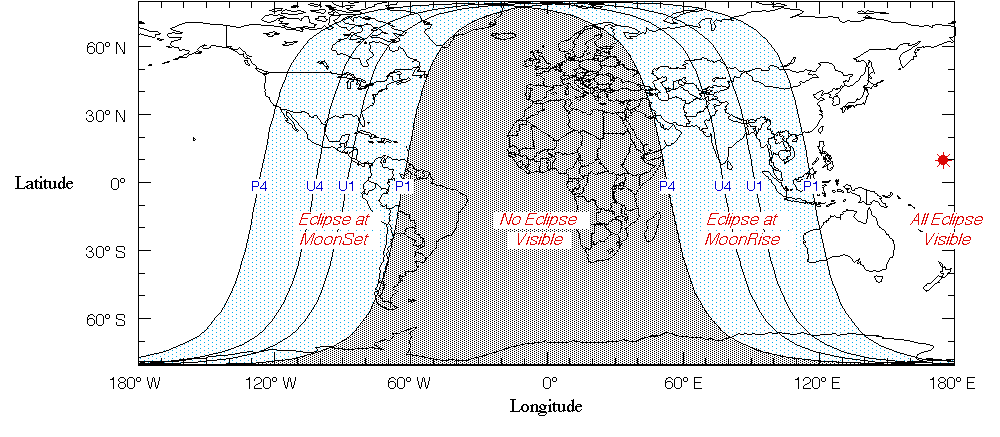
Carte mondiale de visibilité de l'éclipse.

Cette éclipse était visible de l'Asie du Sud-Est, l'océan Pacifique, l'Australie et la Nouvelle-Zélande après le coucher du soleil, et dans l'Ouest de l'Amérique du Nord avant l'aube.

Une vue simulée de la Terre depuis le centre de la Lune au maximum de l'éclipse.

## Galerie

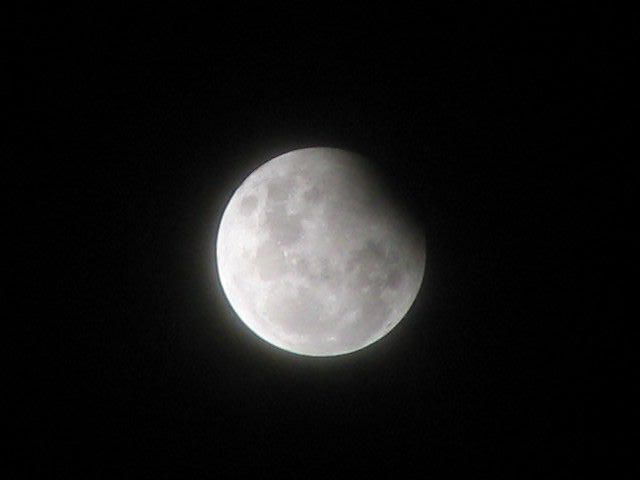
Akita (Japon) à 12 h 21 UTC.